# Crematogaster togoensis
Crematogaster togoensis är en myrart som beskrevs av Horace Donisthorpe 1945. Crematogaster togoensis ingår i släktet Crematogaster och familjen myror. Inga underarter finns listade i Catalogue of Life.